# Nekrolog 1821
Nekrolog
◄◄
| ◄
| 1817
| 1818
| 1819
| 1820
| 1821 | 1822 | 1823 | 1824 | 1825 | ► | ►►
Weitere Ereignisse | Allgemeiner Nekrolog 1821
Die Beschreibung der verstorbenen Person sollte so kurz wie möglich gehalten sein und nur deren signifikante Tätigkeit(en) enthalten.
Neue Namen ggf. auch unter dem Geburts- und Sterbedatum, also etwa unter 1. Januar und im Geburts- und Sterbejahr (2024) eintragen (nur bei entsprechender großer Wichtigkeit). Für Beispiele siehe die schon vorhandenen Artikel.
Außerdem über die fünf zuletzt Verstorbenen, zu denen es einen ausreichend guten Artikel für eine Präsentation auf der Hauptseite gibt, nach der todesbedingten Überarbeitung der Artikel ggf. auch unter Wikipedia Diskussion:Hauptseite informieren und sie am besten auch in den anderen Wikipedia-Sprachversionen eintragen. Tipp: Regelmäßig bei news.google.de nach „ist tot“, „gestorben“ oder „verstorben“ suchen.
Wenn eine Person gestorben ist, gibt es viele Seiten zu dieser Person in der Wikipedia, die davon auch betroffen sind und entsprechend aktualisiert werden müssen. Beispiele: Namenübersichtsseite, Geburtsjahr, Geburtsort-Seiten und viele mehr.
Wie finde ich die betroffenen Seiten?
Im Suchfeld auf der linken Seite gibt man den Suchbegriff so ein: „Vorname Nachname“. Dann klickt man auf Volltext und alle Seiten mit entsprechendem Suchtext werden aufgerufen. Hier sieht man dann schnell, wo auch das Todesjahr Sinn macht oder sogar ein Teil des Artikels angepasst werden muss. Auch hilft das „Werkzeug“ auf der linken Seite sehr gut, um solche Seiten aufzufinden: „Links auf diese Seite“. Somit ist die Wikipedia wieder aktuell in allen Bereichen! Hinweis: bei Eintragung der Kategorie „Gestorben JAHR“ wird der Missbrauchsfilter 49 ausgelöst, was jedoch nicht schlimm ist. Siehe: Spezial:Missbrauchsfilter/49
Dies ist eine Liste von im Jahr 1821 verstorbenen bekannten Persönlichkeiten. Die Einträge erfolgen innerhalb der einzelnen Daten alphabetisch sortiert. Tiere sind im Nekrolog für Tiere zu finden.

## Januar
| Tag        | Name                            | Beruf, bekannt als                                                           | Alter | Beleg |
| ---------- | ------------------------------- | ---------------------------------------------------------------------------- | ----- | ----- |
| 1. Januar  | Franz Geissenhof                | österreichischer Geigenbauer                                                 | 67    |       |
| 1. Januar  | Benedikt II. Mahlmeister        | deutscher Benediktinerabt                                                    | 72    |       |
| 1. Januar  | Johann Carl Wilhelm Voigt       | deutscher Mineraloge                                                         | 68    |       |
| 3. Januar  | Aaron Beer                      | Berliner Chasan (Kantor)                                                     | 81    |       |
| 4. Januar  | Elizabeth Ann Seton             | US-amerikanische Ordensgründerin, Heilige                                    | 46    |       |
| 4. Januar  | Heinrich August Fabricius       | deutscher Schauspieler und Theaterdirektor                                   |       |       |
| 5. Januar  | James Linn                      | US-amerikanischer Politiker                                                  |       |       |
| 5. Januar  | John Linn                       | US-amerikanischer Politiker                                                  | 57    |       |
| 5. Januar  | Antoni Stolpe der Ältere        | polnischer Komponist, Pianist, Dirigent und Musikpädagoge                    |       |       |
| 7. Januar  | Anne Hunter                     | britische Dichterin und Komponistin                                          | 78    |       |
| 7. Januar  | John R. Jewitt                  | Waffenschmied und Schriftsteller                                             | 37    |       |
| 8. Januar  | Karl Friedrich Wilhelm Herrosee | deutscher Kirchenlieddichter und Schulgründer                                | 66    |       |
| 13. Januar | Christian Leberecht Heyne       | deutscher Schriftsteller                                                     |       |       |
| 14. Januar | Jens Zetlitz                    | norwegischer Pfarrer und Dichter                                             | 59    |       |
| 15. Januar | Cornelis Willem de Rhoer        | niederländischer Historiker, Rhetoriker, Philologe und Rechtswissenschaftler | 69    |       |
| 18. Januar | Christian zu Stolberg-Stolberg  | deutscher Kammerherr, Übersetzer und Lyriker                                 | 72    |       |
| 19. Januar | Thomas Willing                  | US-amerikanischer Politiker                                                  | 89    |       |
| 21. Januar | Ernst von Keyserlingk           | preußischer Oberst                                                           | 78    |       |
| 21. Januar | Johann Hermann Odebrecht        | Bürgermeister von Greifswald                                                 | 63    |       |
| 23. Januar | Conrad Carl Casimir Döbbelin    | deutscher Theaterschauspieler und Prinzipal                                  |       |       |
| 24. Januar | Löb Scheuer                     | Landesrabbiner des Herzogtums Jülich-Berg und des Großherzogtums Berg        |       |       |
| 25. Januar | Maciej Kamieński                | polnischer Komponist                                                         | 86    |       |
| 28. Januar | Carl Sylvius von Königsdorff    | preußischer Adliger                                                          | 78    |       |
| 30. Januar | Vincenz Darnaut                 | österreichischer Geistlicher und Topograf                                    | 50    |       |
| 31. Januar | Antonio Doria Pamphilj          | italienischer Kardinal                                                       | 71    |       |
| Januar     | Johann Jacob Rehfuß             | Metzger und Bürgermeister von Tübingen                                       | 80    |       |

## Februar
| Tag         | Name                                    | Beruf, bekannt als                                                                                                  | Alter | Beleg |
| ----------- | --------------------------------------- | --- | ----- | ----- |
| 1. Februar  | Georg Ignaz Brock                       | erster Bürgermeister von Würzburg und satirischer Schriftsteller                                                    | 74    |       |
| 2. Februar  | Petru Maior                             | rumänischer Theologe, Historiker, Romanist und Lexikograf                                                           |       |       |
| 4. Februar  | Maximiliane Josepha Karoline von Bayern | Prinzessin von Bayern                                                                                               | 10    |       |
| 6. Februar  | August Cornelius Stockmann              | deutscher Jurist und Dichter                                                                                        | 69    |       |
| 8. Februar  | Christoph Friedrich Freudenreich        | Schweizer Politiker im Kanton Bern                                                                                  | 72    |       |
| 8. Februar  | Paul Wineberger                         | deutscher Cellist und Komponist                                                                                     | 62    |       |
| 13. Februar | Alois Groppenberger von Bergenstamm     | österreichischer Lokalhistoriker                                                                                    | 66    |       |
| 13. Februar | Jean-Jacques Lagrenée                   | französischer Maler und Zeichner                                                                                    | 81    |       |
| 15. Februar | August von Sobbe                        | preußischer Oberst und Kommandeur des Füsilier-Bataillon Nr. 18                                                     | 67    |       |
| 16. Februar | William A. Burwell                      | US-amerikanischer Politiker                                                                                         | 40    |       |
| 16. Februar | Giuseppe Errante                        | sizilianischer Maler und Freskomaler                                                                                | 60    |       |
| 17. Februar | Iwan Wassiljewitsch Gudowitsch          | russischer General und Feldmarschall sowie Gouverneur von Georgien                                                  |       |       |
| 17. Februar | Leodegar Thoma                          | Begründer der Bürstenindustrie in Todtnau                                                                           | 74    |       |
| 19. Februar | Carl Franz Meyer                        | deutscher Historiker und Aachener Archivar                                                                          |       |       |
| 21. Februar | Anselm Lossen                           | deutscher Hüttenherr                                                                                                | 62    |       |
| 21. Februar | Georg Friedrich von Martens             | deutscher Diplomat und Publizist                                                                                    | 64    |       |
| 23. Februar | John Keats                              | britischer Dichter der Romantik                                                                                     | 25    |       |
| 24. Februar | Marie-Anne Collot                       | französische Bildhauerin                                                                                            |       |       |
| 25. Februar | Gottfried August Ludwig Hanstein        | evangelischer Theologe                                                                                              | 59    |       |
| 25. Februar | Friedrich von Zoller                    | bayerischer Generalleutnant                                                                                         | 58    |       |
| 26. Februar | Gottlob Heinrich Schulz                 | deutscher Jurist und Bürgermeister                                                                                  | 57    |       |
| 26. Februar | Joseph de Maistre                       | französischer Staatsmann und savoyischer Schriftsteller                                                             | 67    |       |
| 27. Februar | Gottlieb Conrad Christian Storr         | deutscher Naturforscher                                                                                             | 71    |       |
| 27. Februar | Karl Ernst Siegmund von Wallersbrunn    | preußischer Generalmajor, Kommandeur des Dragoner-Regiments Nr. 8 zuletzt des 2. Westpreußischen Dragoner-Regiments | 71    |       |
| 27. Februar | Wilhelm I.                              | Kurfürst von Hessen                                                                                                 | 77    |       |
| 28. Februar | Antoine Alexandre Hanicque              | französischer Divisionsgeneral der Artillerie                                                                       | 72    |       |

## März
| Tag      | Name                         | Beruf, bekannt als                                                     | Alter | Beleg |
| -------- | ---------------------------- | ---------------------------------------------------------------------- | ----- | ----- |
| 5. März  | Gian Alfonso Oldelli         | Schweizer Kapuziner, Hochschullehrer und Heimatforscher                | 87    |       |
| 7. März  | Ferdinand von Wartensleben   | k. k. Feldmarschall-Lieutenant und Ritter des Maria-Theresia-Ordens    | 43    |       |
| 8. März  | Josef Anton Gerber           | Schweizer Politiker                                                    | 72    |       |
| 9. März  | Carl Abraham Gerhard         | deutscher Mineraloge                                                   | 83    |       |
| 9. März  | Christian Adolph Overbeck    | deutscher Bürgermeister und Dichter                                    | 65    |       |
| 13. März | John Hunter                  | britischer Kapitän, Forscher und später Gouverneur von New South Wales | 83    |       |
| 14. März | William Robert Broughton     | britischer Marineoffizier                                              |       |       |
| 14. März | Heinrich Rathmann            | deutscher Pädagoge, Historiker und evangelischer Pfarrer               | 71    |       |
| 14. März | Ernst von Schwarzenberg      | Bischof, Komponist und Domherr in Köln                                 | 47    |       |
| 15. März | Abraham Niclas Edelcrantz    | finnisch-schwedischer Dichter und Erfinder                             | 66    |       |
| 16. März | Peter Hartmann               | bayerischer Zisterziensermönch                                         | 74    |       |
| 17. März | Louis de Fontanes            | französischer Politiker, Pair von Frankreich, Dichter und Journalist   | 64    |       |
| 19. März | Samuel Gottfried Borsche     | deutscher Beamter                                                      | 53    |       |
| 19. März | Josiah Hasbrouck             | US-amerikanischer Politiker                                            | 66    |       |
| 19. März | Georg Gottfried Müller       | US-amerikanischer Kirchenkomponist deutscher Herkunft                  | 58    |       |
| 19. März | Nicholas Pocock              | britischer Maler                                                       | 80    |       |
| 20. März | Placidus Muth                | deutscher Benediktiner                                                 | 67    |       |
| 20. März | Christian Friedrich Rösler   | deutscher Historiker und Geistlicher                                   | 84    |       |
| 21. März | Matthias Klotz               | deutscher Maler und Lithograph                                         | 73    |       |
| 21. März | Joseph S. Lyman              | US-amerikanischer Jurist und Politiker                                 | 36    |       |
| 22. März | Wojciech Jaszczołd           | Zeichner, Maler und Architekt                                          |       |       |
| 23. März | Bernhard Anselm Weber        | deutscher Komponist und Musikdirektor                                  | 56    |       |
| 24. März | Marie Thérèse Péroux d’Abany | französische Schriftstellerin                                          |       |       |
| 24. März | Johann Abraham Albers        | deutscher Arzt und Geburtshelfer                                       | 49    |       |
| 26. März | Josef Ignác Buček            | böhmischer Universitätsprofessor, Autor volkswirtschaftlicher Werke    | 79    |       |
| 27. März | Andreas Grüning              | deutscher Pädagoge und Kalligraph                                      | 64    |       |
| 31. März | Josephine Brunsvik           | ungarische Adlige                                                      | 42    |       |
| 31. März | Johann Stephan Anton Diemel  | deutscher Arzt und Schriftsteller                                      | 57    |       |

## April
| Tag       | Name                                         | Beruf, bekannt als                                                          | Alter | Beleg |
| --------- | -------------------------------------------- | --------------------------------------------------------------------------- | ----- | ----- |
| 1. April  | Józef Kosiński                               | polnischer Maler des Klassizismus                                           |       |       |
| 2. April  | Titia Bergsma                                | erste westliche Frau in Japan                                               | 35    |       |
| 3. April  | Heinrich von Roeder                          | preußischer Generalmajor                                                    | 78    |       |
| 4. April  | William Findley                              | US-amerikanischer Politiker                                                 |       |       |
| 5. April  | Carl August Gottfried Pieschel               | deutscher Kaufmann                                                          | 69    |       |
| 7. April  | Simone Assemani                              | maronitischer Orientalist                                                   | 69    |       |
| 7. April  | Johann Heinrich Wüest                        | Schweizer Landschaftsmaler                                                  | 79    |       |
| 9. April  | George Logan                                 | US-amerikanischer Politiker                                                 | 67    |       |
| 11. April | Georg Joseph Beer                            | österreichischer Mediziner, Begründer der wissenschaftlichen Augenheilkunde | 57    |       |
| 11. April | Heinrich Kühl                                | deutscher Kaufmann und Oberalter                                            | 73    |       |
| 12. April | Anton Xaver Regalat Wänker von Dankenschweil | Jurist, Kaufmann der ersten Gilde und Armeelieferant                        | 73    |       |
| 14. April | Andrew Moore                                 | US-amerikanischer Politiker                                                 |       |       |
| 14. April | Arnold Dietrich Tidemann                     | Bremer Jurist, Senator und Bürgermeister                                    | 64    |       |
| 15. April | Johann Christoph Schwab                      | württembergischer Philosoph                                                 | 77    |       |
| 17. April | Johann Gottfried am Ende                     | evangelischer Theologe                                                      | 68    |       |
| 20. April | Franz Carl Achard                            | deutscher Naturwissenschaftler                                              | 67    |       |
| 22. April | John Crome                                   | englischer Landschaftsmaler                                                 | 52    |       |
| 22. April | Gregor V.                                    | ökumenischer Patriarch von Konstantinopel                                   |       |       |
| 23. April | Pierre Riel de Beurnonville                  | französischer General und Staatsmann, Pair und Marschall von Frankreich     | 68    |       |
| 23. April | Henry Edridge                                | britischer Maler                                                            | 52    |       |
| 24. April | Athanasios Diakos                            | griechischer Volksheld im Kampf um die Unabhängigkeit Griechenlands         |       |       |
| 24. April | Johann Peter Frank                           | deutscher Arzt                                                              | 76    |       |
| 24. April | Karl von Katte                               | preußischer Landrat                                                         | 70    |       |
| 25. April | Carl Ahasver von Sinner                      | Schweizer Architekt                                                         | 67    |       |
| 27. April | Salomo Löwisohn                              | Hebraist und Dichter der Aufklärungszeit                                    |       |       |
| 29. April | Claude Antoine Colombot                      | französischer Architekt                                                     | 78    |       |
| 29. April | André-Frédéric Eler                          | französischer Komponist und Musikpädagoge                                   |       |       |
| 29. April | Kaspar Tscherasian                           | armenischer Finanzmakler und Bankier                                        |       |       |
| 30. April | Benderli Ali Pascha                          | türkischer Großwesir des Osmanischen Reiches                                |       |       |

## Mai
| Tag     | Name                                           | Beruf, bekannt als                                                                 | Alter | Beleg |
| ------- | ---------------------------------------------- | ---------------------------------------------------------------------------------- | ----- | ----- |
| 1. Mai  | Benjamin Howland                               | US-amerikanischer Politiker                                                        | 65    |       |
| 2. Mai  | Hester Thrale                                  | englische Autorin, Salonière und Kunstmäzenin                                      | 80    |       |
| 5. Mai  | Napoleon Bonaparte                             | Kaiser der Franzosen                                                               | 51    |       |
| 8. Mai  | Adolf zu Mecklenburg                           | Prinz, Herzog zu Mecklenburg-Schwerin, Offizier, Konvertit zur katholischen Kirche | 35    |       |
| 13. Mai | Christian Georg Schütz der Jüngere             | deutscher Maler                                                                    | 18    |       |
| 14. Mai | Auguste Pidou                                  | Schweizer Politiker                                                                | 67    |       |
| 15. Mai | John Wall Callcott                             | englischer Komponist und Musiktheoretiker                                          | 54    |       |
| 16. Mai | Maximilian von Alopaeus                        | russischer Diplomat                                                                | 73    |       |
| 16. Mai | Friedrich von der Schulenburg                  | deutscher Regierungsbeamter                                                        | 52    |       |
| 19. Mai | Andreas Riegelsen Biørn                        | dänischer Sklavenhändler und Kolonialoffizier                                      | 66    |       |
| 19. Mai | Henri de Franquetot, duc de Coigny             | französischer Höfling und General                                                  | 84    |       |
| 19. Mai | Karl Konstantin von Hessen-Rheinfels-Rotenburg | Prinz aus dem Haus Hessen und ein General der französischen Armee                  | 69    |       |
| 20. Mai | Ernst Gottlieb von Taubadel                    | preußischer Leutnant und Landrat                                                   | 67    |       |
| 21. Mai | Franz Ludwig Schenk von Castell                | deutscher Adliger und Strafverfolger                                               | 84    |       |
| 21. Mai | Karl von Sievers                               | russischer Hofrat                                                                  | 75    |       |
| 22. Mai | Johann Georg Heinrich Feder                    | deutscher Philosoph                                                                | 81    |       |
| 22. Mai | Georg Stephan Wiesand                          | deutscher Rechtswissenschaftler                                                    | 85    |       |
| 24. Mai | Johann Ludwig Müthel                           | deutsch-baltischer Rechtswissenschaftler und Hochschullehrer                       | 57    |       |
| 26. Mai | Constance Mayer                                | französische Malerin                                                               | 46    |       |
| 28. Mai | Samuel Christian Lucae                         | deutscher Mediziner                                                                | 34    |       |
| 28. Mai | Charles Alfred Stothard                        | englischer Maler und Antiquar                                                      | 34    |       |
| 29. Mai | Johann Adolf von Schultes                      | deutscher Archivar und Historiker                                                  | 76    |       |
| 31. Mai | Wolfgang Gustav von Wechmar                    | preußischer Landrat                                                                | 68    |       |
| Mai     | Johann Heinrich Schmidt                        | deutscher Maler                                                                    | 63    |       |

## Juni
| Tag      | Name                                        | Beruf, bekannt als                                                                                         | Alter | Beleg                 |
| -------- | ------------------------------------------- | --- | ----- | --------------------- |
| 3. Juni  | Johann Engelbert Bergmann                   | Bürgermeister von Elberfeld                                                                                |       |                       |
| 3. Juni  | Joas II.                                    | Negus Negest (Kaiser) von Äthiopien                                                                        |       |                       |
| 7. Juni  | Johann Georg Friedrich Papst                | deutscher evangelischer Theologe und Philosoph                                                             | 66    |                       |
| 7. Juni  | Louis Claude Marie Richard                  | französischer Botaniker                                                                                    | 66    |                       |
| 8. Juni  | Tudor Vladimirescu                          | rumänischer Anführer des walachischen Aufstand (1821)                                                      |       |                       |
| 9. Juni  | Conrad von Koch                             | Gesandter des Fürstbistums Lübeck und des Herzogtums Oldenburg beim Immerwährenden Reichstag in Regensburg | 82    |                       |
| 14. Juni | Chajim b. Isaak                             | Rabbiner                                                                                                   | 72    |                       |
| 17. Juni | Martín Miguel de Güemes                     | südamerikanischer Revolutionär                                                                             | 36    |                       |
| 18. Juni | Karl Wilhelm Böckmann                       | deutscher Physiker und Chemiker                                                                            | 47    |                       |
| 18. Juni | Charles Hague                               | englischer Geiger und Komponist                                                                            | 52    |                       |
| 18. Juni | Ludwig Kohl                                 | tschechisch-österreichischer Maler, Zeichner und Radierer                                                  | 75    |                       |
| 18. Juni | Joseph Lukas Meyer                          | deutscher Benediktiner, Pfarrer und Heimatforscher                                                         | 47    |                       |
| 19. Juni | Matthias Gottfried Eichler                  | deutscher Zeichner und Kupferstecher                                                                       | 73    |                       |
| 19. Juni | Peter Ochs                                  | Schweizer Politiker                                                                                        | 68    |                       |
| 20. Juni | Gustav Kalixt von Biron                     | preußischer Generalleutnant in den Koalitionskriegen                                                       | 41    |                       |
| 21. Juni | César-Guillaume de La Luzerne               | französischer Priester, Bischof von Langres und Kardinal                                                   | 82    | Catholic Encyclopedia |
| 22. Juni | Ludwig Franz von Krosigk                    | preußischer Major                                                                                          | 40    |                       |
| 22. Juni | Eleonore Schikaneder                        | Schauspielerin, Sängerin und Theaterdirektorin                                                             | 70    |                       |
| 23. Juni | Louise Marie Adélaïde de Bourbon-Penthièvre | französische Adlige und durch Heirat Herzogin von Orléans                                                  | 68    |                       |
| 24. Juni | Pedro Camejo                                | Kavallerieleutnant in der Befreiungsarmee, Adjutant und Leibwächter von José Antonio Paez                  |       |                       |
| 26. Juni | Johann Christian Fick                       | deutscher Historiker, Geograph und Anglist                                                                 | 57    |                       |
| 28. Juni | George Frost                                | englischer Maler                                                                                           |       |                       |
| 28. Juni | August Friedrich Schweigger                 | deutscher Naturforscher                                                                                    | 37    |                       |
| 30. Juni | José Fernando Abascal y Sousa               | spanischer Vizekönig in Peru (1804–1816)                                                                   | 78    |                       |

## Juli
| Tag      | Name                              | Beruf, bekannt als                                          | Alter | Beleg |
| -------- | --------------------------------- | ----------------------------------------------------------- | ----- | ----- |
| 2. Juli  | Michele Di Pietro                 | italienischer Kardinal                                      | 74    |       |
| 3. Juli  | Heinrich Agatius Gottlob Tuch     | deutscher Musiker, Komponist, Sänger und Musikverleger      | 54    |       |
| 4. Juli  | Richard Cosway                    | englischer Porträtmaler                                     | 78    |       |
| 6. Juli  | Christian Matthias Schröder       | Hamburger Kaufmann, Senator und Bürgermeister               | 79    |       |
| 8. Juli  | Johannes Fächer                   | Landtagsabgeordneter Großherzogtum Hessen                   | 51    |       |
| 12. Juli | Cornelius von Guaita              | deutscher Nadelfabrikant und Bürgermeister von Aachen       |       |       |
| 13. Juli | Wilhelm Lutteroth                 | deutscher Kaufmann und Politiker                            | 67    |       |
| 16. Juli | Augustin Braig                    | deutscher römisch-katholischer Theologe und Hochschullehrer | 55    |       |
| 17. Juli | Fulgencio Yegros                  | Präsident von Paraguay                                      |       |       |
| 20. Juli | Maurice-Jean-Magdalène de Broglie | französischer Bischof                                       | 54    |       |
| 20. Juli | Johann Caspar Engels              | deutscher Textilunternehmer                                 | 68    |       |
| 22. Juli | Christoph Friedrich von Mosch     | königlich preußischer General-Lieutenant                    | 87    |       |
| 23. Juli | Frances Villiers                  | Mätresse von König Georg IV.                                | 68    |       |
| 24. Juli | Franz Josef von Enzenberg         | österreichischer Verwaltungsjurist and Numismatiker         | 74    |       |
| 24. Juli | Johann Timotheus Hermes           | deutscher Schriftsteller und evangelischer Theologe         | 83    |       |
| 25. Juli | Johann Christoph Coht             | Kaufmann und Ratsherr der Hansestadt Lübeck                 | 61    |       |
| Juli     | Juan de Sámano                    | Vizekönig von Neugranada                                    |       |       |

## August
| Tag        | Name                                            | Beruf, bekannt als                                                                                            | Alter | Beleg |
| ---------- | ----------------------------------------------- | --- | ----- | ----- |
| 1. August  | Elizabeth Inchbald                              | englische Schriftstellerin                                                                                    | 67    |       |
| 2. August  | Philibert Fressinet                             | französischer Divisionsgeneral                                                                                | 54    |       |
| 4. August  | William Floyd                                   | Unterzeichner der Unabhängigkeitserklärung der Vereinigten Staaten                                            | 86    |       |
| 4. August  | Karl Wilhelm von Sanitz                         | preußischer Generalleutnant, Chef des Infanterieregiments Nr. 50                                              | 74    |       |
| 5. August  | Johann Anton Joachim von Arnim                  | preußischer Landrat und Gutsbesitzer                                                                          | 66    |       |
| 6. August  | Antonio Bartolomeo Bruni                        | italienischer Violinist und Komponist                                                                         | 64    |       |
| 6. August  | Johann Daniel Heinrich Musäus                   | deutscher Rechtswissenschaftler und Hochschullehrer                                                           | 71    |       |
| 6. August  | Johann Christoph Ullmann                        | deutscher Mineraloge und Marburger Professor, nach dem das Mineral Ullmannit benannt wurde                    | 49    |       |
| 7. August  | Caroline von Braunschweig-Wolfenbüttel          | durch Heirat Königin von Großbritannien, Irland und Hannover                                                  | 53    |       |
| 7. August  | Johann Eustach von Görtz                        | Politiker und Staatsmann                                                                                      | 84    |       |
| 7. August  | Antonio Muzzarelli                              | italienischer Tänzer und Choreograph                                                                          |       |       |
| 7. August  | Karl Ludwig von Wuthenau                        | königlich preußischer Generalmajor, zuletzt Kommandeur einer Brigade der Reservekavallerie des VI. Armeekorps | 53    |       |
| 8. August  | Lukas Joseph Marienburg                         | siebenbürgischer Historiker, Lehrer und Pfarrer                                                               | 51    |       |
| 9. August  | Johann Wilhelm Christoph Steobanus von Wriechen | preußischer Rittergutsbesitzer und Landrat des Kreises Greifenberg                                            |       |       |
| 10. August | Karl von Massenbach                             | preußischer Generalmajor, Divisionskommandeur der Landwehr                                                    | 69    |       |
| 10. August | Johann Christoph Schreiter                      | deutscher Theologe und Hochschullehrer                                                                        | 51    |       |
| 10. August | Salvatore Viganò                                | italienischer Choreograf und Tänzer                                                                           | 52    |       |
| 11. August | Johann Gottlieb Buhle                           | deutscher Philosoph, Philologe und Philosophiehistoriker                                                      | 57    |       |
| 13. August | Baudina Stinstra                                | niederländische Malerin und Geschäftsfrau                                                                     | 82    |       |
| 14. August | John Clark                                      | US-amerikanischer Politiker                                                                                   | 60    |       |
| 19. August | Marie-Denise Villers                            | französische Malerin                                                                                          |       |       |
| 20. August | Matteo Bevilacqua                               | italienischer Flötist und Gitarrenvirtuose                                                                    |       |       |
| 20. August | Dorothea von Kurland                            | Herzogin von Kurland                                                                                          | 60    |       |
| 21. August | Adam von Bartsch                                | österreichischer Kunstschriftsteller und Künstler                                                             | 64    |       |
| 21. August | Josef Carl Bayrhammer                           | deutscher Agronom und Landwirtschaftsreformer                                                                 | 35    |       |
| 24. August | John Polidori                                   | britischer Schriftsteller                                                                                     | 25    |       |
| 26. August | Thomas Tillinghast                              | US-amerikanischer Jurist und Politiker                                                                        | 79    |       |
| 28. August | Caroline Perthes                                | Tochter des Dichters Matthias Claudius und die Ehefrau des Sortimentsbuchhändlers Friedrich Christoph Perthes | 47    |       |
| 28. August | August Claus von Preen                          | badischer Kammerherr                                                                                          |       |       |
| 30. August | Louis Michel Aury                               | französischer Pirat                                                                                           | 35    |       |
| 30. August | John Francis Mercer                             | US-amerikanischer Politiker                                                                                   | 62    |       |
| 31. August | Pierre Galin                                    | französischer Musiktheoretiker                                                                                |       |       |

## September
| Tag           | Name                                      | Beruf, bekannt als                                                                      | Alter | Beleg |
| ------------- | ----------------------------------------- | --------------------------------------------------------------------------------------- | ----- | ----- |
| 1. September  | Antoine Gouan                             | französischer Arzt und Botaniker                                                        | 87    |       |
| 2. September  | Johan Friderich Schwabe                   | norwegischer Jurist und Inspektor in Grönland                                           | 72    |       |
| 3. September  | Benjamin Taliaferro                       | US-amerikanischer Politiker                                                             |       |       |
| 4. September  | José Miguel Carrera                       | lateinamerikanischer Nationalheld und erster Präsident Chiles                           | 35    |       |
| 6. September  | Louis Huin                                | französischer Glasmaler                                                                 |       |       |
| 6. September  | Melchior Schäferhoff                      | Abt des Klosters Bredelar                                                               | 74    |       |
| 7. September  | François-Pierre Savary                    | Schweizer Politiker der Helvetischen Republik und Kantonspolitiker des Kantons Freiburg | 70    |       |
| 7. September  | Selah Tuthill                             | US-amerikanischer Politiker                                                             | 49    |       |
| 8. September  | Edward Bancroft                           | britischer Arzt, Chemiker und Naturforscher                                             | 77    |       |
| 8. September  | Wolfgang Philipp von Orsini-Rosenberg     | österreichischer Adliger                                                                | 87    |       |
| 10. September | Johann Dominik Fiorillo                   | Maler und wohl der erste Kunsthistoriker an deutschen Universitäten                     | 72    |       |
| 10. September | Franciszek Zabłocki                       | polnischer Dramatiker und Satiriker                                                     | 69    |       |
| 13. September | Anton Will                                | deutscher Veterinärmediziner                                                            |       |       |
| 14. September | Heinrich Kuhl                             | deutscher Zoologe                                                                       | 23    |       |
| 14. September | Stanisław Kostka Potocki                  | polnischer Politiker und General                                                        | 65    |       |
| 15. September | Reinhold Graf von Krockow                 | deutscher Offizier, preußischer Freikorpsführer                                         | 53    |       |
| 16. September | Gerrit Laurens Keultjes                   | niederländischer Maler                                                                  | 35    |       |
| 17. September | Carl von Cardell                          | schwedischer Generalleutnant, Erneuerer der schwedischen Artillerie                     | 57    |       |
| 17. September | Christoph Friedrich von Pfleiderer        | deutscher Mathematiker und Astronom                                                     | 84    |       |
| 18. September | Jean-Nicolas Corvisart                    | französischer Mediziner und Leibarzt von Napoleon Bonaparte                             | 66    |       |
| 18. September | Julius von Grawert                        | preußischer General                                                                     | 74    |       |
| 18. September | Karoline von Hessen-Darmstadt             | Landgräfin von Hessen-Homburg                                                           | 75    |       |
| 21. September | Joseph Bradley Varnum                     | US-amerikanischer Politiker und Senator                                                 | 70    |       |
| 22. September | Louise-Rosalie Lefebvre                   | französische Schauspielerin                                                             | 66    |       |
| 24. September | Andreas Nesselthaler                      | Salzburger Hofmaler                                                                     | 72    |       |
| 26. September | Johann Christoph Friedrich von Stockmayer | württembergischer Oberamtmann                                                           | 55    |       |
| 28. September | Friedrich Gotthard Naumann                | deutscher Maler der Klassik                                                             | 71    |       |
| 29. September | Candido Maria Frattini                    | italienischer Kurienbischof                                                             | 54    |       |
| 30. September | Ludwig Geyer                              | deutscher Maler, Schriftsteller und Schauspieler                                        | 42    |       |
| 30. September | Karl Leopold von Köckritz                 | preußischer Offizier, zuletzt Generalleutnant                                           | 77    |       |
| September     | Daniel Hale                               | US-amerikanischer Politiker                                                             |       |       |

## Oktober
| Tag         | Name                                       | Beruf, bekannt als                                                                           | Alter | Beleg |
| ----------- | ------------------------------------------ | -------------------------------------------------------------------------------------------- | ----- | ----- |
| 1. Oktober  | Thomas W. Thompson                         | US-amerikanischer Politiker                                                                  | 55    |       |
| 4. Oktober  | John Rennie senior                         | schottischer Bauingenieur                                                                    | 60    |       |
| 6. Oktober  | Francis Carr                               | US-amerikanischer Politiker                                                                  | 69    |       |
| 6. Oktober  | Paolo Lamberto D’Allègre                   | römisch-katholischer italienischer Geistlicher                                               | 69    |       |
| 6. Oktober  | Anders Jahan Retzius                       | schwedischer Naturforscher                                                                   | 79    |       |
| 8. Oktober  | Juan O’Donojú                              | spanischer Militär und letzter Vizekönig von Neuspanien                                      |       |       |
| 9. Oktober  | Karl Friedrich von Fischer                 | badischer Kriegsminister                                                                     | 64    |       |
| 9. Oktober  | Georg Friedrich Fuchs                      | deutscher Komponist, Klarinettist und Dirigent                                               | 68    |       |
| 9. Oktober  | Philipp Friedrich Beck                     | deutscher Apotheker und Professor                                                            | 53    |       |
| 10. Oktober | Dionysios Fotinos                          | griechischer Historiker, Musikpädagoge, Komponist liturgischer Musik und osmanischer Beamter | ≈52   |       |
| 11. Oktober | Joseph Brevard                             | US-amerikanischer Politiker                                                                  | 55    |       |
| 13. Oktober | Wingfield Bullock                          | US-amerikanischer Politiker                                                                  |       |       |
| 15. Oktober | Karl Friedrich Reinhard von Gemmingen      | württembergischer Kammerherr, Geheimrat und Hausmarschall                                    | 77    |       |
| 15. Oktober | John Hiester                               | US-amerikanischer Politiker                                                                  | 76    |       |
| 15. Oktober | Johann Ferdinand von Schönfeld             | österreichischer Unternehmer, Kunstsammler und Schriftsteller                                | 71    |       |
| 20. Oktober | Félix de Azara                             | spanischer Offizier und Naturforscher                                                        | 75    |       |
| 20. Oktober | Alexandre Angélique de Talleyrand-Périgord | französischer Bischof und Staatsmann                                                         | 85    |       |
| 21. Oktober | Josep Pau Ballot i Torres                  | spanischer Theologe, Katalanist, Hispanist und Grammatiker                                   |       |       |
| 21. Oktober | Johann Friedrich Karl Grimm                | deutscher Arzt und Botaniker                                                                 | 84    |       |
| 21. Oktober | Carl Ludwig Hablitz                        | russischer Naturforscher, Forschungsreisender und Staatsbeamter                              | 69    |       |
| 24. Oktober | Elias Boudinot                             | US-amerikanischer Politiker                                                                  | 81    |       |
| 26. Oktober | Dorothea Ackermann                         | Schauspielerin                                                                               | 69    |       |
| 26. Oktober | Aloys Weißenbach                           | deutscher Chirurg, Pathologe und Hochschullehrer                                             | 55    |       |
| 28. Oktober | Bernhard Andreas von Heim                  | Gelehrter und Universitätsrektor                                                             |       |       |
| 28. Oktober | Gaspare Pacchierotti                       | italienischer Opernsänger und Kastrat                                                        |       |       |
| 28. Oktober | Ioannis Pharmakis                          | griechischer Partisanenführer und Mitglied der Filiki Eteria                                 |       |       |

## November
| Tag          | Name                                         | Beruf, bekannt als                                                                   | Alter | Beleg |
| ------------ | -------------------------------------------- | ------------------------------------------------------------------------------------ | ----- | ----- |
| 2. November  | Johann Siegmund von Riesch                   | k. k. General der Kavallerie und Ritter des Maria-Theresia-Ordens                    | 71    |       |
| 5. November  | Gottfried Landeck                            | preußischer Kavallerist                                                              |       |       |
| 7. November  | Louis Reymond                                | Waadtländer Revolutionär                                                             | 49    |       |
| 8. November  | Francesc Antoni de la Dueña y Cisneros       | Bischof von Urgell                                                                   | 67    |       |
| 8. November  | Jean Rapp                                    | französischer Generalleutnant, Adjutant von Napoléon Bonaparte                       | 50    |       |
| 9. November  | William Irving                               | US-amerikanischer Geschäftsmann, Politiker und Gelegenheitsschriftsteller            | 55    |       |
| 10. November | Heinrich August von Kinckel                  | niederländischer Marineoffizier und Diplomat                                         | 74    |       |
| 10. November | Andreas Romberg                              | deutscher Violinist und Komponist                                                    | 54    |       |
| 11. November | Henrietta Frances Spencer                    | britische Adlige und die Mätresse des Fürsten von Wales und späteren König Georg IV. | 60    |       |
| 14. November | Anton von Eulenstein                         | österreichischer Komponist, Violinist und Beamter                                    | 49    |       |
| 15. November | William Butler                               | US-amerikanischer Politiker                                                          | 61    |       |
| 18. November | Johann Kaspar Gensler                        | deutscher Rechtswissenschaftler                                                      | 54    |       |
| 18. November | Sixt Jakob von Kapff                         | deutscher Jurist                                                                     | 85    |       |
| 18. November | Johann Jacob Schweppe                        | deutscher Uhrmacher, Silberschmied und Erfinder                                      |       |       |
| 20. November | Anselm Maria Fugger von Babenhausen          | deutscher Adliger, Graf und Reichsfürst des Fürstentums Babenhausen                  | 55    |       |
| 21. November | Jonas Rein                                   | norwegischer Dichter und Eidsvoll-Abgeordneter                                       | 61    |       |
| 22. November | Bernhard Friedrich Moritz Joseph von Jechner | preußischer Generalmajor                                                             | 71    |       |
| 23. November | Thure Leonard Klinckowström                  | schwedischer Oberhofmarschall, Präsident des Wismarer Tribunals                      | 85    |       |
| 23. November | David Müslin                                 | Schweizer reformierter Pfarrer                                                       | 74    |       |
| 24. November | Johann Friedrich Flatt                       | deutscher evangelischer Theologe und Philosoph                                       | 62    |       |
| 28. November | Christen Pram                                | norwegischer Dichter                                                                 | 65    |       |
| 28. November | Samuel Vince                                 | britischer Wissenschaftler und Geistlicher                                           | 72    |       |
| 28. November | Hieronymus Waldinger                         | österreichischer Tierarzt und Hochschullehrer                                        | 66    |       |

## Dezember
| Tag          | Name                                                              | Beruf, bekannt als                                                       | Alter | Beleg |
| ------------ | ----------------------------------------------------------------- | ------------------------------------------------------------------------ | ----- | ----- |
| 1. Dezember  | Martin Georg Kovachich                                            | ungarischer Geschichtsforscher und Diplomatiker                          | 78    |       |
| 4. Dezember  | Archibald S. Clarke                                               | US-amerikanischer Jurist und Politiker                                   |       |       |
| 5. Dezember  | Emmanouil Papas                                                   | griechischer Kommandant im Unabhängigkeitskampf                          |       |       |
| 7. Dezember  | Pomaré II.                                                        | König auf Französisch-Polynesien                                         |       |       |
| 10. Dezember | Justus Erich Bollmann                                             | deutscher Arzt, Politiker, Unternehmer                                   | 52    |       |
| 12. Dezember | Johann Heinrich Carl von Bernewitz                                | braunschweigischer Generalleutnant                                       | 60    |       |
| 13. Dezember | Carl Otto Graebe                                                  | deutscher Jurist                                                         | 70    |       |
| 13. Dezember | William A. Trimble                                                | US-amerikanischer Offizier und Politiker                                 | 35    |       |
| 14. Dezember | Gustav Johann von Buddenbrock                                     | livländischer Jurist, Landmarschall, Landrat und Politiker               | 63    |       |
| 16. Dezember | Johann Bartsch                                                    | deutscher Mennonit                                                       | 64    |       |
| 16. Dezember | Antonis Oikonomou                                                 | griechischer Partisanenführer und Freiheitskämpfer                       |       |       |
| 16. Dezember | Claire Élisabeth Jeanne Gravier de Vergennes, comtesse de Rémusat | französische Hofdame                                                     | 41    |       |
| 17. Dezember | Caspar Erasmus Duftschmid                                         | österreichischer Arzt und Naturforscher                                  | 54    |       |
| 19. Dezember | Timothy Palmer                                                    | US-amerikanischer Brückenbauer                                           | 70    |       |
| 20. Dezember | Gian Francesco Fortunati                                          | italienischer Komponist und Kapellmeister der Klassik                    | 75    |       |
| 21. Dezember | Anton Gottlieb von der Goltz                                      | preußischer Kammerpräsident und Landrat                                  | 75    |       |
| 26. Dezember | Marie-Aurore de Saxe                                              | Tochter des Marschalls Moritz von Sachsen und Großmutter von George Sand | 73    |       |
| 29. Dezember | Leone Baptiste Dumonceau                                          | niederländischer Militär                                                 | 61    |       |
| 29. Dezember | James Stewart                                                     | US-amerikanischer Politiker                                              | 46    |       |

## Datum unbekannt
| Tag | Name                          | Beruf, bekannt als | Alter | Beleg |
| --- | ----------------------------- | --- | ----- | ----- |
|     | Susanna Abraham               | deutsche Kauffrau und Stifterin                                                                                                |       |       |
|     | Ramon Amadeu                  | katalanischer Bildhauer |       |       |
|     | Michael Andreaš               | slowenischer Dichter |       |       |
|     | Charles Bochsa                | französischer Komponist, Oboist, Verleger und Musikalienhändler                                                                |       |       |
|     | Bolek                         | Seminolen-Häuptling |       |       |
|     | José Antonio Caballero        | spanischer Adliger und Politiker                                                                                               |       |       |
|     | Françoise de Châlus           | Mätresse des französischen Königs Ludwig XV.                                                                                   |       |       |
|     | Francis Drake                 | britischer Diplomat |       |       |
|     | Pelta Moses Epstein           | deutscher Rabbiner |       |       |
|     | Ferdinand Giese               | deutscher Pharmakologe, Hochschullehrer sowie Rektor der Universität Dorpat (1816–1818)                                        |       |       |
|     | Pierre Laffite                | französischer Freibeuter |       |       |
|     | Manoi                         | Prinzgouverneur im Königreich Champasak                                                                                        |       |       |
|     | Giorgakis Olympios            | griechischer Armatole und militärischer Befehlshaber während des Griechischen Unabhängigkeitskriegs gegen das Osmanische Reich |       |       |
|     | Samuel Johann Pauli           | Büchsenmacher und Erfinder |       |       |
|     | Manuel Arredondo y Pelegrín   | Vizekönig von Peru |       |       |
|     | Jean Pestré                   | französischer Theologe und Enzyklopädist                                                                                       |       |       |
|     | Johann Valentin Prehn         | Frankfurter Konditormeister und Kunstsammler                                                                                   |       |       |
|     | Friedrich von Stadion         | deutscher Chemiker und Gutsbesitzer                                                                                            |       |       |
|     | Johann Andreas Stein          | deutscher Orgelbauer im Baltikum                                                                                               |       |       |
|     | Maria Viganò                  | österreichische Balletttänzerin                                                                                                |       |       |
|     | Heinrich Grimm von Wartenfels | Solothurner Politiker |       |       |